# Piccolo
A piccolo vagy pikoló, más nevén kisfuvola vagy ottavino fúvós hangszer, nevét az olasz piccolo (kicsi) szóról kapta. Ajaksípos instrumentum, a fuvola kicsinyített mása.

## Története
Hasonlóan a fuvolákhoz a fafúvósok közé tartozik. Egyike a legrégebbi hangszereknek, alakja ősidőktől fogva a mai napig csak kevés változáson ment keresztül. Ám annál jobban tökéletesedett a századok folyamán minden tekintetben. Első említése 1735-ből datálódik, Michel Corrette tudósít arról, hogy Párizsban a szokásosnál egy oktávval magasabban megszólaló fuvolákat is készítenek. A 18. század derekán bukkan fel a zeneirodalomban, első alkalmazásai: Michael Haydn: 19. C-dúr szimfónia, és Gluck: A mekkai zarándok (1764). További híres korai szereplése Beethoven 5. szimfóniájának zárótételében található. Ettől kezdve a piccolo gyors népszerűséget szerzett magának, mert a zeneszerzők felismerték igen éles és magas hangjának előnyeit: alkalmas a fuvola szólam oktávval magasabb hangsúlyozására, a különösen hangos zenekari részeknél az átütő hatást erősíti. Eredetileg katonazenekarokban használták, onnan került át a 18. század végén a szimfonikus zenekarokba. Mostani formáját a német származású Thomas Böhm alakította ki 1832-ben.

## Leírása
A piccolo apró hangszer, ritkán találkozhatunk nem fémből készült példányaival is; ezek anyaga leggyakrabban ébenfa, de a billentyűk ebben az esetben is fémből vannak. Hangolása egy oktávval magasabb a normál fuvolánál, de hangterjedelme valamivel kisebb annál, nem teljes három oktáv. Készülnek változatai c-billentyű nélkül, ezeken a legmélyebb hang a d" illetve a desz". A piccolo hangterjedelme c"–b4. Harsánysága miatt ritkán alkalmaznak többet belőle egy zenekarban. Ezen ritka példák közül való Weber: Bűvös vadász című operájában a bordal pikolóduettje (1820). A pikolón jó néhány évtizeddel később, csak a 20. századtól terjedt el a Böhm-rendszerű billentyűzet.